# CDU
 Der er for få eller ingen kildehenvisninger i denne artikel, hvilket er et problem. Du kan hjælpe ved at angive troværdige kilder til de påstande, som fremføres i artiklen.

CDU (Christlich Demokratische Union Deutschlands; dansk: Tysklands Kristelig-Demokratiske Union) er et tysk konservativt-kristendemokratisk politisk parti, der siden grundlæggelsen i 1945 har været blandt de toneangivende i landets politik. Partiet har dannet regering 1949-1969, 1982-1998, 2005-2021 og siden 2025.
Partiets formand fra 2022 er Friedrich Merz. CDU har et tæt samarbejde med det bayerske kristendemokratiske parti, CSU, som det danner en fraktion sammen med i Bundestag. Partierne har fælles ungdomsorganisation, Junge Union, der er landets største politiske ungdomorganisation.

## Historie
CDU blev grundlagt efter 2. verdenskrigs afslutning 1945, men partiet har rødder i det katolske parti Zentrum, der blev stiftet i 1870. Før oprettelsen af Forbundsrepublikken Tyskland var CDU organiseret i de fire besættelseszoner. CDUD, der var partiets organisation i østzonen, indgik i 1947 i Nationale Front. Det betød, at de tre vestlige CDU-landsforbund brød med CDUD og stiftede en organisation. Efter Tysklands genforening blev CDU og CDUD lagt sammen til én organisation.
Partiets første formand var Konrad Adenauer, der havde været medlem af Zentrum. Partiet var en nyskabelse, idet det forsøgte at samle både kristne uanset konfession såvel og ikke-religiøse i et stort konservativt folkeparti. Oprindeligt gik en del af partiet ind for en kristelig socialisme, men partiets officielle program  blev hurtigt støtten til en socialt reguleret markedsøkonomi. Partiet var det dominerende parti i Vesttyskland i 1950'erne og 1960'erne og blev til 1963 ledet af Konrad Adenauer. Han blev fulgt af tidligere økonomiminister Ludwig Erhard. I 1966 dannede CDU en stor koalition med SPD, og CDU's Kurt Georg Kiesinger blev kansler. Efter valget i 1969 dannede SPD regering med FDP, og CDU var i opposition til 1982. I denne periode udviklede partiet en ny økonomisk politik og udenrigspolitik. CDU og FDP dannede en koalition ved valget i 1982, og Helmut Kohl blev kansler. 
Efter Berlinmurens fald fik partiet øget vælgertilslutning. Første valg efter genforeningen betød genvalg til Kohl, men partiet gik tilbage som følge af økonomisk recession i det tidligere Østtyskland og skattestigninger i Vest. Ved valget i 1994 vandt Kohl igen, men knebent.  Helmut Kohl blev fulgt som formand af Wolfgang Schäuble, der dog allerede i 2000 blev erstattet af 
Angela Merkel. Hun stod i sine første år i skyggen af andre politikere, bl.a. deltog hun ikke i debatterne i Bundestag mod kansler Gerhard Schröder (SPD), fordi hun ikke var gruppeformand. Hun blev heller ikke opstillet som CDU/CSU's kanslerkandidat i 2002. Det blev CSU's Edmund Stoiber. Da CDU/CSU ikke vandt valget, styrkede Merkel sin stilling, og hun var stort set ubestridt som kanslerkandidat til valget i 2005.
Trods jordskredssejre i flere delstater ved valget i 2005 var valgresultatet mudret. Efter tre ugers forhandlinger blev SPD og CSU enige om at danne en stor koalition, der gjorde Merkel til kansler, men samtidigt sikrede SPD otte af 16 ministerposter, herunder flere af de mest prestigefyldte. Angela Merkel blev valgt som kansler 22. november 2005 med 397 stemmer mod 217 i Bundestag.

## Politisk profil
Partiet har rødder i politisk katolicisme, katolsk sociallære, politisk protestantisme, økonomisk liberalisme og nationalkonservatisme. Særligt siden Helmut Kohls regeringsperiode har partiet fulgt en liberal tilgang. 
Partiets aktuelle politiske program Freiheit in Verantwortung (Frihed under ansvar) blev vedtaget i 1994. I programmet omtaler CDU "den kristelige opfattelse af mennesket og dets ansvar overfor Gud". CDU er tilhænger af en social markedsøkonomi inden for rammerne af en føderal retsstat. Udenrigspolitisk arbejder partiet for europæisk integration og er tilhænger af NATO samt et tæt samarbejde med USA. På det økonomiske område er partiet tilhænger af skattelettelser. Retspolitisk går CDU ind for strengere straffe, ligesom det arbejder for en strammere udlændingepolitik. Indenrigspolitisk går partiet ind for regelforenkling, mindre bureaukrati og bevaringen af kulturelle traditioner.
CDU's politiske modstandere er det socialdemokratiske SPD, socialistpartiet Die Linke og centrum-venstre-partiet Bündnis '90/Die Grünen. Det liberale parti FDP er CDU's foretrukne regeringspartner, da partierne har mest til fælles i den økonomiske politik. Omvendt er FDP og CDU langt fra enige om socialpolitik. CDU afviser at danne regering med Die Linke og højreekstremistiske partier.

## Forbundskanslere
Følgende forbundskanslere er valgt for CDU:
- 1949-1963: Konrad Adenauer
- 1963-1966: Ludwig Erhard
- 1966-1969: Kurt Georg Kiesinger
- 1982-1998: Helmut Kohl
- 2005-2021: Angela Merkel
- 2025-: Friedrich Merz

## Formænd
- Konrad Adenauer (1950-1966)
- Ludwig Erhard (1966-1967)
- Kurt Georg Kiesinger (1967-1971)
- Rainer Barzel (1971-1973)
- Helmut Kohl (1973-1998)
- Wolfgang Schäuble (1998-2000)
- Angela Merkel (2000-2018)
- Annegret Kramp-Karrenbauer (2018-2021)
- Armin Laschet (2021-2022)
- Friedrich Merz (2022-)

## Formænd for CDU/CSU-fraktionen
- Heinrich von Brentano di Tremezzo (1949-1955)
- Heinrich Krone (1955-1961)
- Heinrich von Brentano di Tremezzo (1961-1964)
- Rainer Barzel (1964-1973)
- Karl Carstens (1973-1976)
- Helmut Kohl (1976-1982)
- Alfred Dregger (1982-1991)
- Wolfgang Schäuble (1991-2000)
- Friedrich Merz (2000-2002)
- Angela Merkel (2000-2005)
- Volker Kauder (2005-2018)
- Ralph Brinkhaus (2018-2022)
- Friedrich Merz (2022-)